# Championnats du monde de course en ligne de canoë-kayak de 2014
Navigation
Édition précédente Édition suivante
Les quarante-et-unièmes championnats du monde de course en ligne de canoë-kayak ont lieu du 6 au 10 août 2014 à Moscou, en Russie.

## Participants
895 participants venant de 78 nations différentes.
Liste des participants

## Résultats
Résultats des régates